# Estero Tilama
El estero Tilama es un curso natural de agua que fluye con dirección general suroeste hasta desembocar en el río Quilimarí en la Región de Coquimbo de Chile.

## Caudal y régimen
El río Quilimarí nace en la confluencia del estero Tilama y la quebrada Cristales. Durante su trayecto recibe aguas de varias quebradas, pero solo en los meses de temporada de lluvias, ya que todo el sistema tiene un régimen netamente pluvial, de tal manera que sus principales escurrimientos son en los meses de mayo a septiembre y casi no presenta crecidas de importancia, debido al efecto regulador del embalse Culimo.: 8  La cuenca del Quilimarí es una cuenca exorreica de carácter preandino, porque sus orígenes no drenan las aguas de la cordillera de Los Andes.

## Historia
Francisco Solano Asta-Buruaga y Cienfuegos escribió en 1899 en su Diccionario Geográfico de la República de Chile sobre el río:
Quilimari (Rio de).-—Corriente de agua corta y de poco caudal en el departamento de Petorca, que la forman escasas vertientes de la sierra de Tilama que yace al NO. de la ciudad capital. Corre hacia el O. por entre terrenos quebrados y fragosos y va á morir en el ángulo norte de la bahía de su título, después de pasar por la aldea de su título perdiéndose á veces en los veranos.
Luis Risopatrón lo describe en su Diccionario Geográfico de Chile de 1924:
Quilimarí (Rio de) 32° 05' 71° 25' Es de escaso caudal, desaparece casi por completo en los veranos secos, arrastra un poco de oro en polvo, que no se esplota, corre hácia el W por entre terrenos quebrados i fragosos i se vácia en el lado N E de la bahía de Pichidanqui. 1, iii, p. 41; 3, IV, p. 355 (Alcedo, 1788) 127; i 156; de Quilimari en 66, p. 35 i 262; 63, p. 175; i 155, p. 619; i valle en 61, xv, p. 53 i 58.